# Avon (Sena i Marne)
Avon és una ciutat francesa, situada al departament de Sena i Marne i a la regió de l'Illa de França.
Forma part del cantó de Fontainebleau, del districte de Fontainebleau i de la Comunitat d'aglomeració del Pays de Fontainebleau.